# Abhandlungen der Mathematisch-Physikalischen Classe der Königlich Bayerischen Akademie der Wissenschaften
'Abhandlungen der Mathematisch-Physikalischen Classe der Königlich Bayerischen Akademie der Wissenschaften, (abreviado Abh. Math.-Phys. Cl. Königl. Bayer. Akad. Wiss.) es un libro con descripciones botánicas de la Flora de Japón, que fue escrito conjuntamente por Philipp Franz von Siebold y Joseph Gerhard Zuccarini y que fue editado en 24 volúmenes, en 1829/30-1910.